# Medida doblante
Una medida doblante es una medida en un espacio métrico medible para la que el crecimiento de la medida de cualquier bola al duplicar su radio está controlado por una constante. Más precisamente, dado un espacio métrico {\displaystyle (X,d)} diremos que una medida de Borel y regular {\displaystyle \mu } es doblante si {\displaystyle \exists \;C\geq 1} tal que 
{\displaystyle \mu (B(x,2r))\leq C\mu (B(x,r))\;\forall \;x\in X,\;r>0}
En las últimas décadas, las medidas doblantes han desempeñado un importante papel en el análisis armónico, permitiendo extender muchos de sus resultados a espacios que no son euclídeos ni riemannianos.

## Propiedades
- No siempre se puede garantizar la existencia de una medida doblante en un espacio métrico dado. Por ejemplo, {\displaystyle \mathbf {Q} } con la distancia euclídea no admite una medida doblante.[3]
- Todo espacio compacto y geométricamente doblante admite una medida doblante.[4]
- Todo espacio completo y geométricamente doblante admite una medida doblante.[5]
- Si un espacio métrico admite una medida doblante, entonces es geométricamente doblante.[4]
- Si {\displaystyle \mu } es una medida doblante en {\displaystyle (X,d)}, tiene soporte total. Es decir {\displaystyle \mu (B(x,r))>0\;\forall \;x\in X}, {\displaystyle r>0}.
- Si {\displaystyle \mu } es una medida doblante en {\displaystyle (X,d)} con constante {\displaystyle C} y {\displaystyle |X|>1}, se tiene {\displaystyle C\geq 2}.[1]

## Ejemplos
- En {\displaystyle \mathbf {R} ^{n}} con la norma p {\displaystyle ||\cdot ||_{p}}, la medida de Lebesgue es doblante con constante {\displaystyle 2^{n}}.[1]
- En {\displaystyle \mathbf {Z} } y en {\displaystyle \mathbf {N} }, la medida de contar es doblante con constante {\displaystyle 3}.[6]
- La medida de contar es doblante en el grafo completo, el grafo estrella y el grafo ciclo.[1]